# Công viên Ralph Bunche

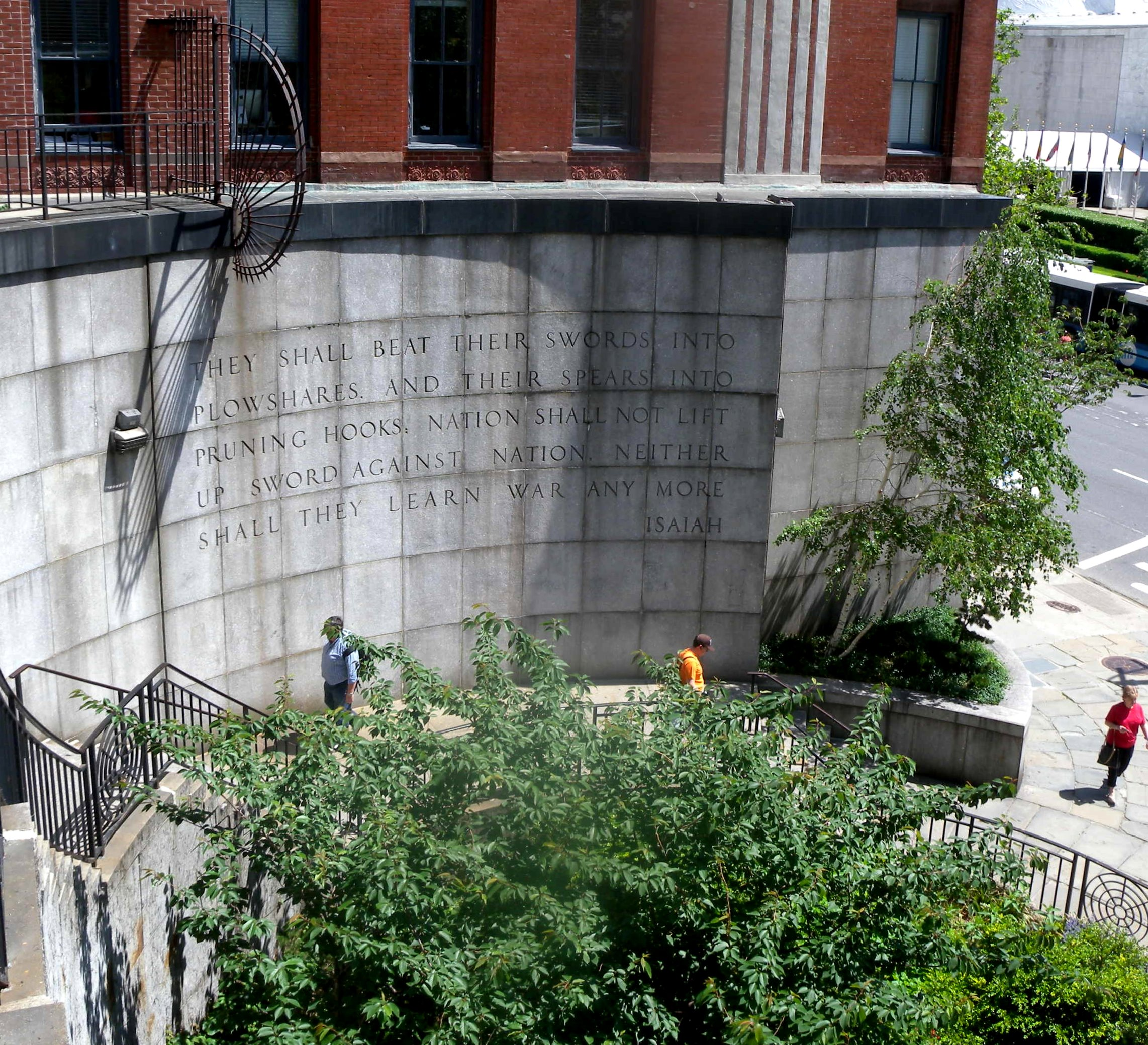
Bức tường và cầu thang Isaiah

Công viên Ralph Bunche là một công viên công cộng nhỏ của thành phố ở vùng lân cận Vịnh Turtle của Thành phố New York, tọa lạc trên Đại lộ Số 1 nằm giữa Đường 42 và 43. Năm 1979, Công viên này được đặt theo tên Ralph Bunche, người Mỹ gốc Phi đầu tiên đoạt Giải Nobel Hòa bình.
Công viên nằm đối diện với Đại lộ Số 1 từ Trụ sở Liên Hợp Quốc. (Đoạn này của Đại lộ Số 1 còn được gọi là "Quảng trường Liên Hợp Quốc".) Cầu thang lát đá granit ở góc tây bắc của công viên dẫn đến Phố 43 và các căn hộ nằm trong khu Tudor City. Công viên được khởi công và dành riêng một khu vực vào năm 1948 trong quá trình xây dựng trụ sở Liên Hợp Quốc và có câu trích dẫn nổi tiếng từ Sách Isaiah 2:4: "Họ sẽ đúc gươm đao thành cuốc thành cày, rèn giáo mác nên liềm nên hái. Dân này nước nọ sẽ không còn vung kiếm đánh nhau, và thiên hạ thôi học nghề chinh chiến." được khắc trên tường công viên. Nổi tiếng với cái tên Bức tường Isaiah, được làm lại vào năm 1975 và có thêm tên "Isaiah" dưới dòng chữ cuối cùng. Năm 1981, cầu thang này được đặt tên là Bậc thang Sharansky nhằm vinh danh nhà bất đồng chính kiến Natan Sharansky của Liên Xô.
Trong quảng trường phía trước Bức tường Isaiah là Peace Form One, một đài tưởng niệm bằng thép không gỉ cao 50 feet (15 m), được dựng lên vào năm 1980. Nhà điêu khắc, Daniel LaRue Johnson (sinh năm 1938), là bạn thân của Bunche và dành tặng tác phẩm điêu khắc này lại cho Bunche được trao giải Nobel Hòa bình năm 1950.
Gần cuối phía nam khu công viên là một tấm bảng, được dành tặng vào năm 1990 để tưởng nhớ nhà lãnh đạo dân quyền Bayard Rustin.
Do nằm gần Liên Hợp Quốc, chủ đề hòa bình của Bức tường Isaiah và Peace Form One, và sự nghiệp của Bunche với tư cách là một nhà kiến tạo hòa bình, công viên là một địa điểm nổi tiếng diễn ra các cuộc biểu tình và mít tinh liên quan đến hòa bình và các vấn đề quốc tế khác. Năm 1985, công viên được dành làm Công viên Hòa bình đầu tiên của Thành phố New York.